# المغول الوافدية
المغول الوافدية هم مغول هاجروا إلى مصر في عهد الدولة المملوكية في العصور الوسطى واستقروا وعاشوا بها واختلطوا بالمصريين وتزاوجوا منهم. كان ينتمي هؤلاء المغول إلى قبائل هربت من هولاكو ومحمود غازان، وكانت أشهر موجتين من تلك الهجرات واحدة في عهد السلطان الظاهر بيبرس وهؤلاء كانوا من مسلمي القبيلة الذهبية، وقد رحب بهم الظاهر بيبرس في مصر وسمح لهم بالإقامة في القاهرة معززين مكرمين واستخدمهم في الدولة والجيش وكانت لهم فرقة فرسان خاصة بهم سميت بـ«الفرقة الوافدية» وتمتعوا بحرية كبيرة في مصر ولم تطبق عليهم النظم المملوكية العسكرية.
حدثت الهجرة التانية عام 1296م في عهد السلطان العادل كتبغا ذي الأصل المغولي، وكان المغول الذين أتوا إلى مصر حينئذ من قبيلة تسمى المغول الأويراتية ولم يكونوا مسلمين وكانت بعض عاداتهم غريبة عن المصريين ، وكان عدد هؤلاء كبيراً حوالى 10.000. كان هؤلاء المغول هاربين من غازان وكان يقودهم طغراى صهر هولاكو وسكنوا في حى الحسينية والظاهر في القاهرة  واختلطوا بشدة بالمصريين ولأنهم اشتهروا بالجمال تزوج المصريون منهم وأنجبوا منهم، وهناك نظرية تقول أن فتوات الحسينية من ذلك النسل. ولأن كتبغا كان من اصل مغولي، زاد ترحيبه الشديد بهم مما أغضب الامراء وشكوا في أغراضه وكان ذلك من أسباب سقوطه بعد ذلك.
هناك سلاطين تزوجوا من مغول مثل الظاهر بيبرس والمنصور قلاوون والناصر محمد بن قلاوون وتظهر ملامح الفن المغولي في الفن المصري في العصور الوسطى كالنقوش الداخلية بجامع الناصر محمد بن قلاوون.